# Tiro ai Giochi della XXXIII Olimpiade - Skeet femminile
La gara di skeet femminile dei Giochi della XXXIII Olimpiade si è svolta il 3 e 4 agosto 2024. Hanno partecipato 29 atlete.
La gara è stata vinta dalla cilena Francisca Crovetto.

## Formato
L'evento si articola in due fasi: un turno di qualificazione e la finale.
Nella qualificazione, ogni atleta spara verso 75 piattelli, suddivisi in 5 fasi da 25 piattelli l'una. Le prime 6 tiratrici accedono alla finale.
Nella finale, ogni atleta spara verso 25 piattelli addizionali; il punteggio finale considera tutti i 100 colpi sparati.

## Record
Prima della competizione, i record olimpici e mondiali erano i seguenti:
| Qualificazione  | Qualificazione                        | Qualificazione | Qualificazione               | Qualificazione  |
| --------------- | ------------------------------------- | -------------- | ---------------------------- | --------------- |
| Record mondiale | Francisca Crovetto (Cile)             | 125            | Lonato, Italia               | 27 aprile 2022  |
| Record olimpico | Wei Meng (Cina)                       | 124            | Tokyo, Giappone              | 26 luglio 2021  |
| Intera gara     |                                       |                |                              |                 |
| Record mondiale | Wei Meng (Cina)                       | 59             | al-'Ayn, Emirati Arabi Uniti | 12 ottobre 2019 |
| Record olimpico | Amber English (Stati Uniti d'America) | 56             | Tokyo, Giappone              | 26 luglio 2021  |

## Programma
| Data          | Ora (FRA/UTC+2) | Turno          |
| ------------- | --------------- | -------------- |
| 3 agosto 2024 | 9:00            | Qualificazioni |
| 4 agosto 2024 | 9:30            | Qualificazioni |
| 4 agosto 2024 | 15:30           | Finale         |

## Turno di qualificazione
| Pos. | Atleta                | Nazione       | 1  | 2  | 3  | 4  | 5  | Totale  | Note |
| ---- | --------------------- | ------------- | -- | -- | -- | -- | -- | ------- | ---- |
| 1    | Austen Smith          | Stati Uniti   | 25 | 23 | 25 | 25 | 24 | 122+14  | Q    |
| 2    | Amber Rutter          | Gran Bretagna | 25 | 25 | 24 | 24 | 24 | 122+13  | Q    |
| 3    | Emmanouela Katzouraki | Grecia        | 24 | 24 | 24 | 25 | 25 | 122+1   | Q    |
| 4    | Vanesa Hocková        | Slovacchia    | 24 | 24 | 23 | 25 | 25 | 121     | Q    |
| 5    | Francisca Crovetto    | Cile          | 25 | 24 | 23 | 24 | 24 | 120+8   | Q    |
| 6    | Danka Barteková       | Slovacchia    | 24 | 24 | 24 | 24 | 24 | 120+7+2 | Q    |
| 7    | Gabriela Rodríguez    | Messico       | 24 | 25 | 24 | 24 | 23 | 120+7+0 |      |
| 8    | Nele Wißmer           | Germania      | 25 | 24 | 25 | 23 | 23 | 120+5   |      |
| 9    | Lucie Anastassiou     | Francia       | 24 | 24 | 22 | 25 | 24 | 119     |      |
| 10   | Jiang Yiting          | Cina          | 24 | 24 | 23 | 24 | 24 | 119     |      |
| 11   | Victoria Larsson      | Svezia        | 20 | 24 | 25 | 24 | 25 | 118     |      |
| 12   | Dania Vizzi           | Stati Uniti   | 20 | 24 | 25 | 24 | 25 | 118     |      |
| 13   | Wei Meng              | Cina          | 25 | 25 | 20 | 24 | 24 | 118     |      |
| 14   | Maheshwari Chauhan    | India         | 23 | 24 | 24 | 25 | 22 | 118     |      |
| 15   | Diana Bacosi          | Italia        | 22 | 24 | 22 | 25 | 24 | 117     |      |
| 16   | Martina Bartolomei    | Italia        | 22 | 25 | 22 | 25 | 23 | 117     |      |
| 17   | Nadine Messerschmidt  | Germania      | 23 | 24 | 22 | 25 | 23 | 117     |      |
| 18   | Assem Orynbay         | Kazakistan    | 22 | 22 | 23 | 24 | 25 | 116     |      |
| 19   | Daniella Borda        | Perù          | 23 | 23 | 23 | 24 | 23 | 116     |      |
| 20   | Konstantina Nikolaou  | Cipro         | 23 | 24 | 24 | 22 | 23 | 116     |      |
| 21   | Jang Kook-hee         | Corea del Sud | 24 | 24 | 23 | 22 | 22 | 115     |      |
| 22   | Barbora Šumová        | Rep. Ceca     | 23 | 24 | 23 | 22 | 22 | 114     |      |
| 23   | Raiza Dhillon         | India         | 21 | 22 | 23 | 23 | 24 | 113     |      |
| 24   | Iryna Malovichko      | Ucraina       | 23 | 23 | 22 | 22 | 23 | 113     |      |
| 25   | Aislin Jones          | Australia     | 23 | 21 | 23 | 23 | 22 | 112     |      |
| 26   | Georgia Furquim       | Brasile       | 21 | 23 | 21 | 22 | 24 | 111     |      |
| 27   | Sena Can              | Turchia       | 19 | 23 | 23 | 22 | 23 | 110     |      |
| 28   | Chloe Tipple          | Nuova Zelanda | 23 | 22 | 20 | 20 | 23 | 108     |      |
| 29   | Amira Aboushokka      | Egitto        | 20 | 21 | 21 | 22 | 23 | 107     |      |

## Finale
| Pos. | Atleta                | Serie | Serie | Serie | Serie | Serie | Serie | Note |
| Pos. | Atleta                | 1     | 2     | 3     | 4     | 5     | 6     | Note |
| ---- | --------------------- | ----- | ----- | ----- | ----- | ----- | ----- | ---- |
|      | Francisca Crovetto    | 9     | 19    | 29    | 38    | 48    | 55+7  |      |
|      | Amber Rutter          | 10    | 19    | 28    | 37    | 46    | 55+6  |      |
|      | Austen Smith          | 9     | 18    | 27    | 36    | 45    | N.D.  |      |
| 4    | Vanesa Hocková        | 10    | 17    | 26    | 34    | N.D.  | N.D.  |      |
| 5    | Emmanouela Katzouraki | 7     | 17    | 23    | N.D.  | N.D.  | N.D.  |      |
| 6    | Danka Barteková       | 9     | 17    | N.D.  | N.D.  | N.D.  | N.D.  |      |